# Amandine Ebogo Fabo
Amandine Ebogo Fabo, née le 21 avril 1992 à Ayos, est une joueuse camerounaise de basket-ball évoluant au poste de pivot.

## Carrière
Elle participe à deux éditions du Championnat d'Afrique avec l'équipe du Cameroun, terminant huitième en 2017 et dixième en 2019.